# Steve Schirripa

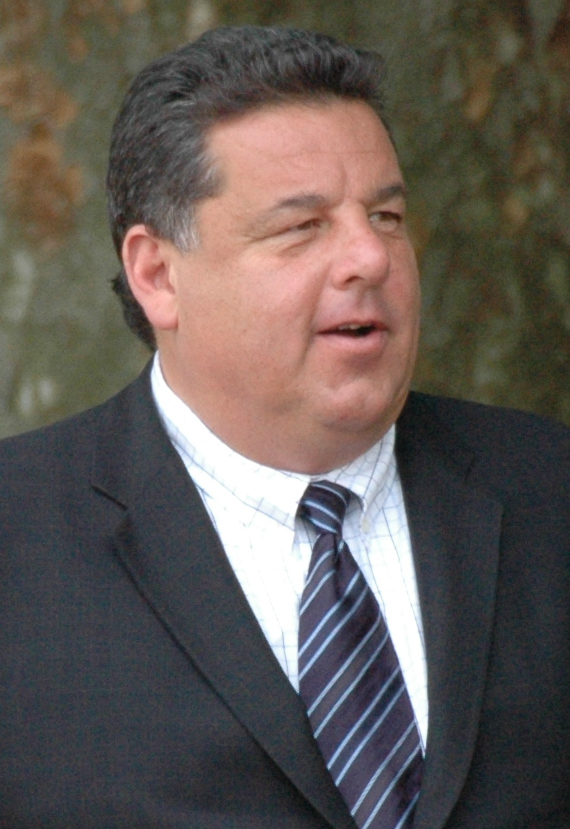
Steve Schirripa (2014)

Steven R. „Steve“ Schirripa (* 3. September 1957 in Bensonhurst, Brooklyn, New York City) ist ein US-amerikanischer Schauspieler italienischer Abstammung. Bekannt wurde er vor allem durch die Rolle des Mafioso Bobby „Bacala“ Baccalieri in der Fernsehserie Die Sopranos.

## Leben
Nach seinem Studium am Brooklyn College arbeitete er zunächst als Entertainment Director im Riveria Hotel & Casino in Las Vegas. Die Zusammenarbeit mit Comedians wie Drew Carey, Kevin Pollak und Bruce Baum verschaffte ihm alsbald gelegentliche Cameorollen in deren Sendungen und in der Folge weitere Rollen sowohl im Fernsehen als auch im Film. Von 2000 bis 2007 trat Schirripa als schwergewichtiger und introvertierter Mafioso Bobby „Bacala“ Baccalieri in der HBO-Fernsehserie Die Sopranos auf. Von 2008 bis 2013 war er in der Teen-Drama-Serie The Secret Life of the American Teenager als Leo Boykewich  zu sehen. Seit dem Jahr 2015 verkörpert er in der Fernsehserie Blue Bloods an der Seite von Bridget Moynahan den Detective Anthony Abetemarco.
Schirripa ist seit 1989 verheiratet und hat zwei erwachsene Töchter. Er lebt abwechselnd in New York und Kalifornien.

## Filmografie (Auswahl)
- 1995: Casino
- 1998: Fear and Loathing in Las Vegas
- 1998: Chicago Hope – Endstation Hoffnung (Chicago Hope)
- 1999: King of Queens (The King of Queens, Fernsehserie, eine Folge)
- 2000–2007: Die Sopranos (The Sopranos, Fernsehserie, 49 Folgen)
- 2001: Joe Dreck (Joe Dirt)
- 2003: Columbo: Die letzte Party (Columbo Likes the Nightlife, Fernsehreihe)
- 2004: Law & Order (Fernsehserie, 1 Folge)
- 2004: Star Trek: Enterprise (Fernsehserie, 2 Folgen)
- 2008: Stargate Atlantis
- 2008–2013: The Secret Life of the American Teenager (Fernsehserie, 110 Folgen)
- 2010: Jagdfieber 3 (Open Season 3)
- 2011: Bulletproof Gangster (Kill the Irishman)
- 2013: Nicky Deuce (Fernsehfilm)
- 2014: Jersey Boys
- 2015–2024: Blue Bloods – Crime Scene New York (Blue Bloods, Fernsehserie)
- 2017: Wonder Wheel
- 2021: 40-Love
- 2023: Angespült – Ein Krabbenteuer (Under the Boardwalk) (Stimme)